# Estimata militzae
Estimata militzae là một loài bướm đêm trong họ Noctuidae.